# Geórgia dentro do Império Russo

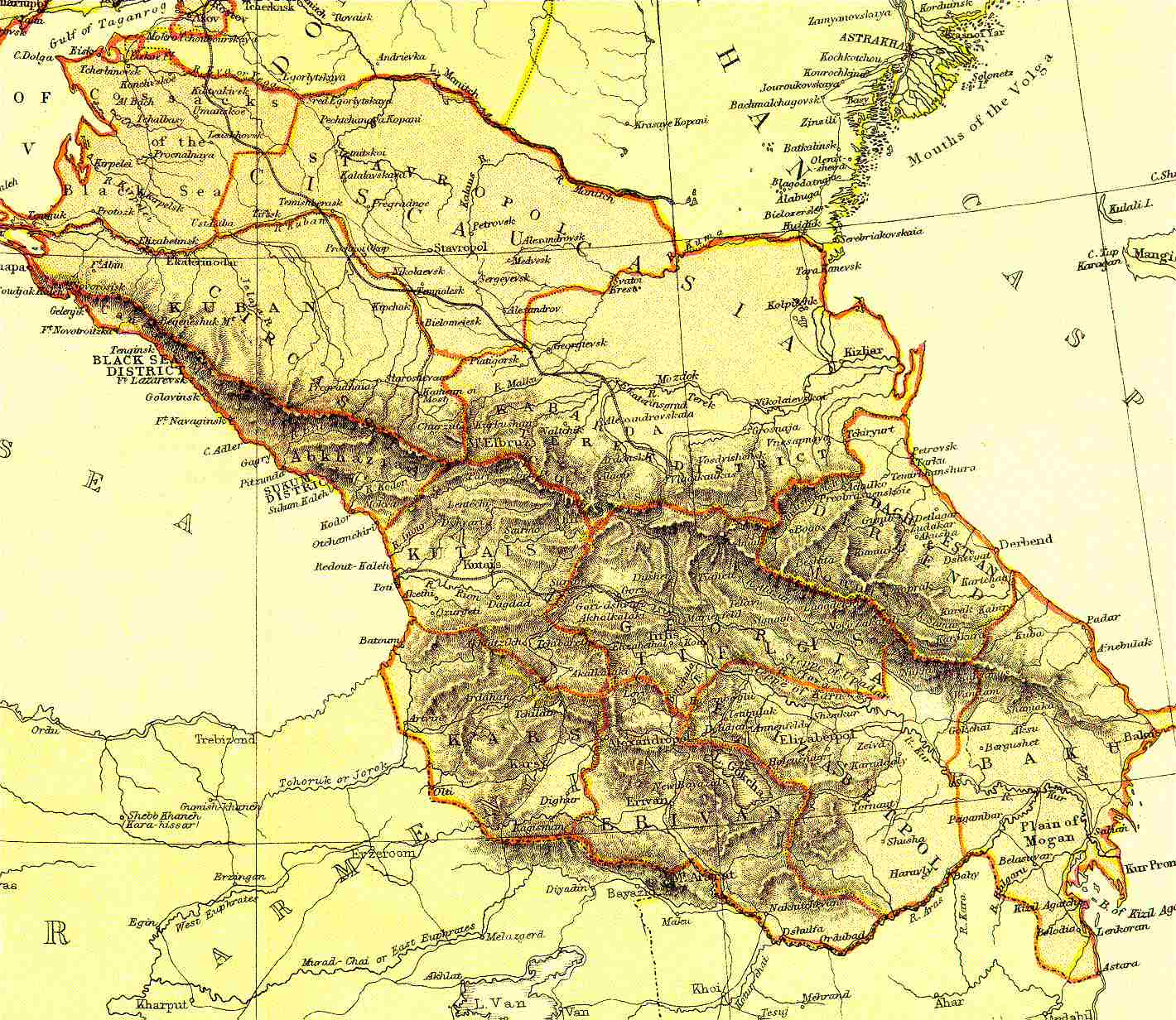
Mapa russo do Cáucaso, 1882

A Geórgia foi parte do Império Russo de 1801 a 1918. Durante todo o período moderno, os impérios islâmicos Otomano e Persa lutaram por vários fragmentados reinos e principados georgianos até que, por volta do século XVIII, a Rússia emergiu como o novo poder imperial na região. Dado que a Rússia era um Estado cristão ortodoxo, assim como a Geórgia, os georgianos procuraram cada vez mais a ajuda dos russos. Em 1783, o reino georgiano tornou-se um protetorado russo e abjurou qualquer dependência de seu suserano, a Pérsia. Em 1801, o país foi anexado pela Rússia, e reduzido ao status de uma região russa (Gubernia da Geórgia).
Nos próximos 117 anos, a Geórgia seria parte do Império Russo. O domínio russo ofereceu segurança aos georgianos contra ameaças externas, mas foi também muitas vezes pesado e insensível aos habitantes. Até o final do século XIX, o descontentamento com as autoridades russas levaram a um movimento nacional em crescimento. O período imperial russo, no entanto, trouxe mudanças sociais e econômicas sem precedentes para a Geórgia, com novas classes sociais emergentes, a emancipação dos servos libertados - bem como muitos camponeses - mas fez pouco para reduzir sua pobreza. O crescimento do capitalismo criou uma classe trabalhadora urbana na Geórgia. Ambos os camponeses e trabalhadores encontraram expressão para o seu descontentamento através de revoltas e greves, que culminaram na Revolução Russa de 1905. A sua causa foi defendida pelos socialistas mencheviques, que se tornaram a força política dominante na Geórgia nos anos finais do regime russo. A Geórgia finalmente alcançou sua independência em 1918.

## Antecedentes: as relações russo-georgianas antes de 1801
Por volta do século XVI, o Reino da Geórgia tornou-se fraturado em uma série de Estados menores, que foram disputados pelos dois grandes impérios muçulmanos na região, Turquia otomana e os Safávidas persas. Entretanto, durante a segunda metade do século, uma terceira potência imperial surgiu ao norte, sendo o Estado russo de Grão-Principado de Moscou, que compartilhava da religião Ortodoxa da Geórgia. Contatos diplomáticos entre o reino georgiano da Caquécia e Moscou iniciaram-se em 1558, e em 1589 o czar Teodoro II ofereceu-se para colocar o reino sob sua proteção. Apesar da ajuda vinda do norte, os russos ainda estavam muito distantes da região do Cáucaso do sul para desafiar o controle e hegemonia otomana ou persa com sucesso. Só no início do século XVIII a Rússia foi capaz de fazer sérias incursões militares ao sul do Cáucaso. Em 1722, Pedro, o Grande explorou o caos e tumulto no Império Persa Safávida a fim de liderar uma expedição contra este império, enquanto atingia uma aliança com Vactangue VI, o governante georgiano de Cártlia e o governador safávida nomeado da região. No entanto, os dois exércitos falharam ao vincular-se e os russos se retiraram para o norte novamente, deixando os georgianos à mercê dos persas. Vactangue VI terminou seus dias no exílio na Rússia.
O sucessor de Vactangue, Heráclio II da Geórgia, voltou-se para a Rússia pedindo novamente proteção contra os ataques otomano e persa. Os reis de outro Estado georgiano, Imerícia (no oeste da Geórgia), também contactaram a Rússia, buscando proteção contra os otomanos. A imperatriz russa Catarina, a Grande fez questão de ter os georgianos como aliados em suas guerras contra os turcos e os persas, mas enviou forças escassas para ajudá-los. Entre 1769 e 1772, um punhado de tropas russas, sob o comando do General Totleben, lutaram contra os invasores turcos em Imerícia e Cártlia-Caquécia. Em 1783, Heráclio II assinou o Tratado de Georgievsk com a Rússia, segundo a qual o Reino de Cártlia-Caquécia concordava em renunciar à fidelidade a qualquer estado, exceto a Rússia, em troca da proteção russa. Mas quando outra Guerra Russo-turca eclodiu, em 1787, os russos retiraram as suas tropas da região para usá-la em outro lugar, deixando o reino de Heráclio desprotegido. Em 1795, o novo xá persa, Maomé Cã Cajar, emitiu um ultimato para Heráclio, ordenando-lhe a romper relações com a Rússia ou enfrentaria a invasão persa. Heráclio ignorou, contando com a ajuda da Rússia, que não chegou. Aga Maomé Cã Cajar cumpriu sua ameaça e invadiu a capital do reino, Tiblíssi, deixando-a quase que completamente destruída.

## As anexações russas

### Geórgia Oriental
Apesar do fracasso da Rússia em honrar os termos do Tratado de Georgievsk, governantes georgianos acreditavam que tinham a quem recorrer. Os persas tinham saqueado e destruído Tiblíssi, deixando 20 000 mortos e levando 15 000 georgianos cativos para o Irã. Aga Maomé Cã Cajar, no entanto, foi assassinado em 1797 em Shusha, e o aperto e pressão sobre a Geórgia foi suavizado pelos iranianos após sua morte. Heráclio II morreu no ano seguinte, deixando o trono a seu doentio e ineficaz filho, Jorge XII.

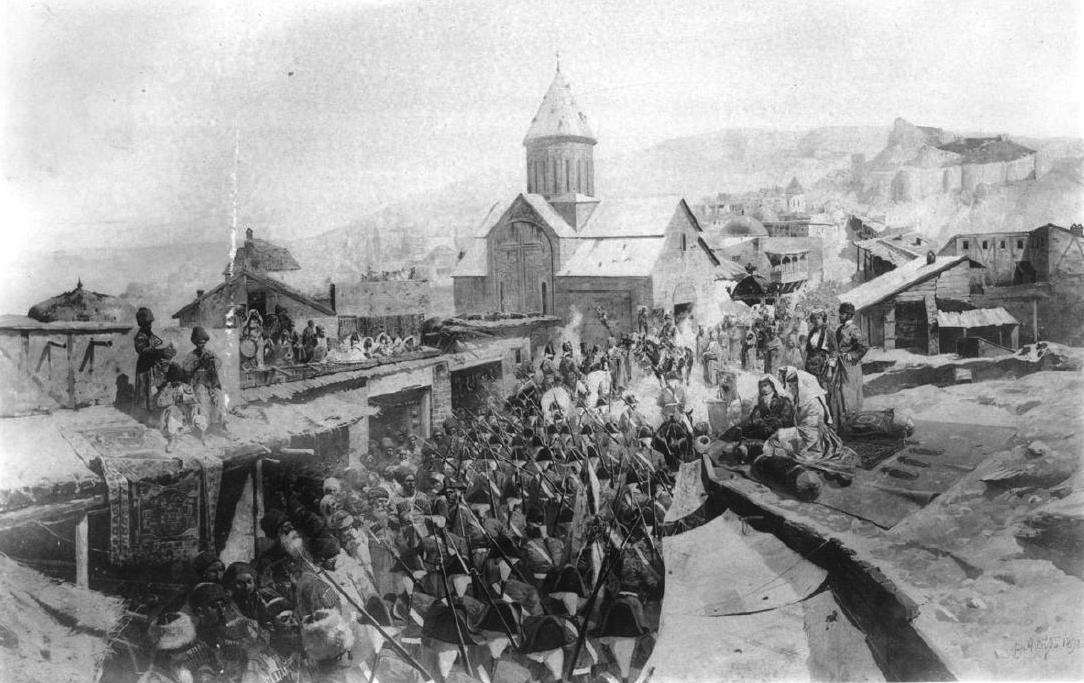
A entrada das tropas russas em Tiblíssi, 26 de novembro de 1799, por Franz Roubaud, 1886

Jorge XII não viveu por muito tempo, vindo a morrer em 28 de dezembro de 1800. Com sua morte, o reino foi dividido entre as reivindicações dos dois herdeiros rivais, David e Iulon. No entanto, o czar Paulo I já tinha decidido que nenhum dos candidatos seria coroado rei. Em vez disso, a monarquia foi abolida e o país passou a ser administrado pela Rússia. Ele assinou um decreto sobre a incorporação de Cártlia-Caquécia no Império Russo o que foi confirmado pelo czar Alexandre I em 12 de setembro de 1801. O enviado da Geórgia em São Petersburgo, Garsevan Chavchavadze, reagiu com uma nota de protesto que foi apresentada ao vice-chanceler russo Alexander Kurakin. Em maio de 1801, o general russo Carl Heinrich von Knorring removeu do poder o herdeiro do trono da Geórgia, Príncipe Davi, e implantou um governo provisório chefiado pelo general Ivan Petrovich Lazarev. Knorring tinha ordens secretas para remover alguns membros do sexo feminino da família real para a Rússia. Alguns membros da nobreza georgiana não aceitaram o decreto até abril de 1802, quando o general Knorring os forçou a fazer um juramento sobre a coroa imperial da Rússia. Aqueles que discordaram foram presos.
Depois da Rússia ser capaz de usar a Geórgia como uma ponte para uma maior expansão no sul do Cáucaso, a Pérsia e o Império Otomano se sentiram ameaçados. Em 1804, Pavel Tsitsianov, comandante das forças russas no Cáucaso, atacou Ganja, provocando a Guerra Russo-Persa de 1804-1813. Isto foi seguido pela Guerra Russo-Turca de 1806-1812 contra os otomanos, que estavam descontentes com a expansão russa na Geórgia ocidental. Atitudes georgianas foram mistas: alguns lutaram como voluntários ajudando o exército russo, outros se rebelaram contra o domínio russo (houve uma grande revolta nas terras altas da Cártlia-Caquécia em 1804). Ambas as guerras terminaram em vitória russa, com os otomanos e persas reconhecendo reivindicações do czar sobre a Geórgia (pelo Tratado de Bucareste com a Turquia e o Tratado do Gulistão com a Pérsia).

### Oeste da Geórgia
Salomão II de Imerícia estava zangado com a anexação russa de Cártlia-Caquécia. Ele ofereceu um acordo: ele iria fazer de Imerícia um protetorado russo se a monarquia e autonomia de seu vizinho foi restaurada. A Rússia não respondeu. Em 1803, o governante de Mingrélia, uma região pertencente à Imerícia, rebelou-se contra Salomão e reconheceu a Rússia como sua protetora. Quando Salomão recusou a fazer da Imerícia um protetorado russo também, o general russo Tsitsianov invadiu o reino e em 25 de abril de 1804, Salomão assinou um tratado fazendo-o um vassalo da Rússia.
No entanto, Salomão estava longe de ser submisso. Quando irrompeu a guerra entre os otomanos e Rússia, Salomão iniciou negociações secretas com os otomanos. Em fevereiro de 1810, um decreto russo proclamou que Salomão devia ser destronado e ordenou que os imerícios jurassem lealdade ao czar. Um grande exército russo invadiu o país, mas muitos imerícios fugiram para as florestas para iniciar um movimento de resistência. Salomão esperava que a Rússia, distraída por suas guerras contra os otomanos e persas, permitiria que a Imerícia se tornasse autônoma. Os russos finalmente esmagaram a revolta guerrilheira, mas não conseguiram capturar Salomão. Por fim, tratados de paz da Rússia com a Turquia otomana (1812) e Pérsia (1813) pôs fim às esperanças de Salomão em obter apoio estrangeiro (ele também tinha tentado contactar Napoleão Bonaparte). Salomão morreu no exílio em Trebizonda, em 1815.
Entre 1828 e 1829, outra guerra Russo-Turca terminou com a Rússia adicionando o principal porto de Poti e as cidades Ajaltsije e Ajalkalaki às suas possessões na Geórgia. A partir de 1803-1878, como resultado de inúmeras guerras russas agora contra a Turquia otomana, vários dos territórios anteriormente perdidos da Geórgia - como Ajária - também foram incorporadas ao império russo. O Principado de Gúria foi abolido e incorporado ao Império em 1829, enquanto a Alta Suanécia foi gradualmente anexada até 1858. Mingrélia, embora um protetorado russo desde 1803, não foi absorvido até 1867.

## Os primeiros anos de domínio russo

### Integração no império
Durante as primeiras décadas de domínio russo, a Geórgia foi colocado sob um governo militar. A região estava na linha da frente da guerra da Rússia contra a Turquia e a Pérsia, e o comandante-em-chefe do exército russo na região era também o governador da mesma. A Rússia gradualmente expandiu seu território na Transcaucásia, em detrimento de seus rivais, obtendo grandes áreas de terra no resto da região, compreendendo o conjunto da moderna Arménia e Azerbaijão (dominadas pelo Império Cajar), através da Guerra russo-persa de 1826–1828 e o resultante Tratado de Turcamanchai. Ao mesmo tempo, as autoridades russas tinham como uma de suas prioridades a integração da Geórgia com o resto de seu império. As sociedades russa e georgiana tinham muito em comum: a religião principal era o cristianismo ortodoxo e em ambos os países uma aristocracia latifundiária governou sobre uma população de servos. Inicialmente, o governo russo se mostrou arrogante, arbitrário e insensível às leis locais e aos costumes georgianos. Em 1811, o estatuto independente da Igreja Ortodoxa da Geórgia foi abolido, Antônio II foi deportado para a Rússia e a Geórgia tornou-se um Exarcado da Igreja Ortodoxa Russa.
O governo russo também conseguiu alienar muitos nobres da Geórgia, o que levou um grupo de jovens aristocratas de conspiração a tentar derrubar o domínio russo. Eles foram inspirados por eventos em outras partes do Império Russo: a Revolta Dezembrista em São Petersburgo em 1825 e a revolta polonesa contra os russos em 1830. O plano dos nobres georgianos era simples: eles iriam convidar todos os funcionários russos na região a um evento, e então, matá-los. No entanto, a conspiração foi descoberta pelas autoridades em 10 de dezembro de 1832 e seus membros foram presos e exilados internamente em outras partes do Império Russo. Houve uma revolta de camponeses e nobres em Gúria em 1841. As coisas passaram a mudar com a nomeação de Mikhail Semyonovich Vorontsov como vice-rei do Cáucaso em 1845. Novas políticas foram implementadas e Vorontsov conquistou a nobreza georgiana, que cada vez mais adotava costumes ocidentais e trajes europeus, como a nobreza russa havia feito no século anterior.

### Sociedade georgiana
Quando o Império russo anexou a Geórgia, no início do século XIX, a Geórgia ainda era sociedade feudal. No topo estavam famílias reais de vários estados da Geórgia, mas estas tinham sido depostas pelos russos e enviadas ao exílio interno em outras partes do império. Abaixo deles estavam os nobres, que constituíam cerca de 5% da população e zelosamente mantinham o seu poder e privilégios. Eles possuíam a maior parte da terra, além de deter inúmeros servos e camponeses não-livres, que compunham a maior parte da sociedade georgiana. A economia rural tornou-se seriamente deprimida durante o período de domínio otomano e persa e a maioria dos servos georgianos viviam em extrema pobreza, sujeitos à ameaça freqüente de fome. A Fome, muitas vezes levou-os a rebelião, tais como a maior revolta em Caquécia em 1812. Poucos deles viviam nas cidades, onde o pouco comércio e a indústria estavam nas mãos de armênios, cujos antepassados tinham migrado para a Geórgia na Idade Média. À medida que o século avançava o capitalismo chegou à Geórgia, e os armênios foram os primeiros a aproveitarem as novas oportunidades que surgiam, tornando-se uma próspera classe média. O domínio econômico armênio na Geórgia significou que havia um elemento étnico a tensões de classe no país.

### Emancipação dos servos
A servidão era um problema não apenas na Geórgia, mas na maior parte do Império Russo. Por meados do século XIX, a questão da libertação dos servos tornou-se impossível de se ignorar por mais tempo, com a Rússia passando por reformas e modernizações. Em 1861, o czar Alexandre II aboliu a servidão na Rússia. O czar também queria emancipar os servos da Geórgia, mas sem perder a lealdade que havia conquistado recentemente da nobreza, cujo poder e renda dependia do trabalho escravo. Esta chamada para as negociações delicadas e a tarefa de encontrar uma solução que fosse aceitável para os proprietários de terras foi confiada ao liberal nobre Dimitri Kipiani. Em 13 de Outubro de 1865, o czar decretou a emancipação dos primeiros servos na Geórgia. O processo de abolição em todas as terras georgianas tradicionais iria durar até a década de 1870. Os servos se tornaram camponeses livres que podiam mudar-se para outros locais, casar com quem eles escolhessem e participar na atividade política sem pedir a permissão de seus senhores. Os nobres mantiveram o título de todas as suas terras.

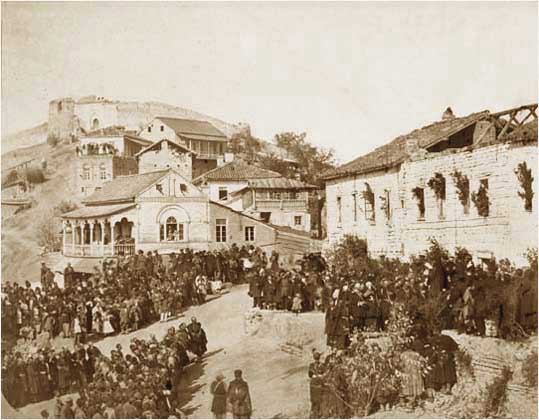
O manifesto de emancipação promulgado em, em 1864.

## Domínio russo pós-1880
Em 1881, o czar Alexandre II foi assassinado por populistas russos em São Petersburgo. Seu sucessor, Alexandre III, era muito mais autocrático e reprimia qualquer discussão sobre independência de quaisquer territórios anexados anteriormente pela Rússia, vendo isso como uma ameaça a seu império. Em um esforço para introduzir um controle mais central, ele aboliu o vice-reinado do Cáucaso, reduzindo o estatuto da Geórgia à de qualquer outra província russa. O estudo da língua georgiana foi desencorajado e o próprio nome "Georgia" (em russo: Грузия) foi proibido de ser publicado em jornais. Em 1886, um estudante da Geórgia matou o reitor do seminário em Tiblíssi em protesto. Quando Dimitri Kipiani criticou o chefe da Igreja na Geórgia por atacar os alunos do seminário, ele foi exilado para Stavropol, onde ele foi misteriosamente assassinado. Muitos georgianos acreditavam que sua morte era trabalho dos agentes czaristas, o que resultou numa enorme manifestação antirrussa em seu funeral.
Ao mesmo tempo, a tensão étnica estava crescendo entre georgianos e armênios. Desde a emancipação dos servos, grande parte da nobreza da Geórgia entrou em declínio. Incapazes de competir nas novas circunstâncias econômicas, muitos tinham abandonado suas propriedades para se juntar ao serviço de Estado russo ou tentar construir fábricas nas cidades. Os principais beneficiários tinham sido os armênios, que tinham comprado suas terras. Nas cidades, especialmente Tiblíssi, embora eles já não constituíssem a maioria da população como na virada do século XIX, armênios realizavam possuíam a maior parte dos negócios comerciais.

## A revolução de 1905

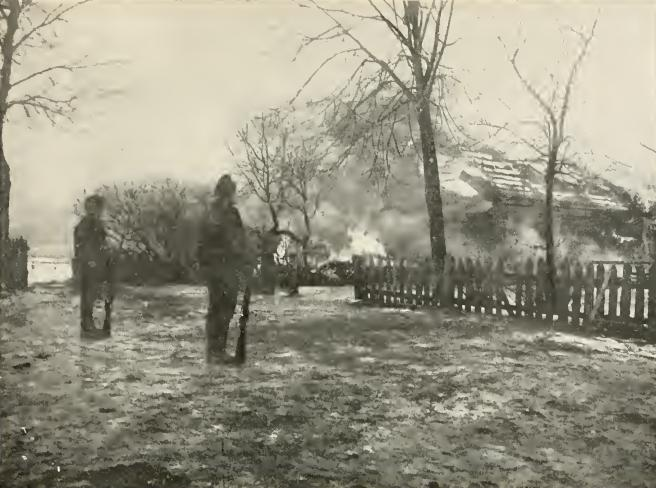
"Pacificação" da Geórgia ocidental. Soldados queimando casas camponesas

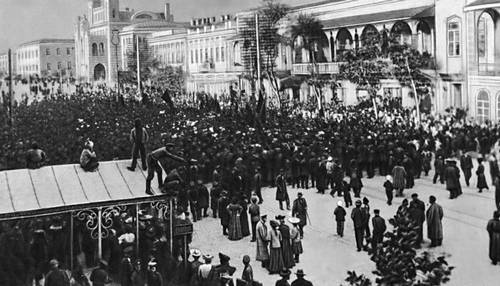
Protestos de rua em Tiblíssi, em 1905

Os anos 1890 e início dos anos 1900 foram marcados por frequentes greves em toda a Geórgia. Os camponeses, ainda descontentes, e os social-democratas iniciaram greves como forma de lutar por suas demandas. Nesta fase, os sociais-democratas georgianos ainda se viam como parte de um movimento político integrado à Rússia. No entanto, no Segundo Congresso do Partido Social-Democrata da Rússia, realizado na Bélgica em 1903, o partido dividiu-se em dois grupos irreconciliáveis: os mencheviques e os bolcheviques. Em 1905, o movimento social-democrata na Geórgia tinha esmagadoramente decidido em favor dos mencheviques e seu líder, Noe Jordania. Um dos poucos georgianos a optar pela facção bolchevique foi o jovem Ioseb Jugashvili, mais conhecido como Josef Stalin.
Em janeiro de 1905, os problemas dentro do Império Russo vieram à tona quando o exército atirou contra uma multidão de manifestantes em São Petersburgo, matando pelo menos 96 pessoas. A notícia provocou uma onda de protestos e greves em todo o país, no que ficou conhecido como a Revolução de 1905. A agitação se espalhou rapidamente para a Geórgia, onde os mencheviques tinham coordenado recentemente uma grande revolta camponesa na região de Gúria. Os mencheviques novamente lideraram a série de revoltas e greves, protestando contra as autoridades czaristas, com uma combinação de repressão violenta (realizada por cossacos) e concessões. Em dezembro, os mencheviques ordenaram uma greve geral e incentivaram seus partidários a bombardear os cossacos, que responderam com mais derramamento de sangue. Os mencheviques passaram a usar métodos de alienação de pessoas, incluindo seus aliados políticos armênios, e a greve geral entrou em colapso. Toda resistência às autoridades czaristas foi finalmente vencida pelo vigor em janeiro de 1906, com a chegada de um exército liderado pelo general Alikhanov.
Os anos entre 1906 e a eclosão da Primeira Guerra Mundial foram mais pacíficos na Geórgia, que agora estava sob o domínio de um regulador relativamente liberal do Cáucaso, o conde Vorontsov-Dashkov. Os mencheviques, também, perceberam que tinham ido longe demais com a violência do final de 1905. Ao contrário dos bolcheviques, que agora rejeitavam a ideia de insurreição armada. Em 1906, as primeiras eleições para um parlamento nacional (a Duma) foram realizadas no Império Russo, e os mencheviques ganharam os assentos que representavam a Geórgia. Os bolcheviques tiveram pouco apoio, embora eles ganharam publicidade com um assalto à mão armada para obter fundos em Tiblíssi em 1907. Após este incidente, Stalin e seus colegas se mudaram para Baku, a única fortaleza bolchevique de facto na Transcaucásia.

### Primeira Guerra Mundial e Independência

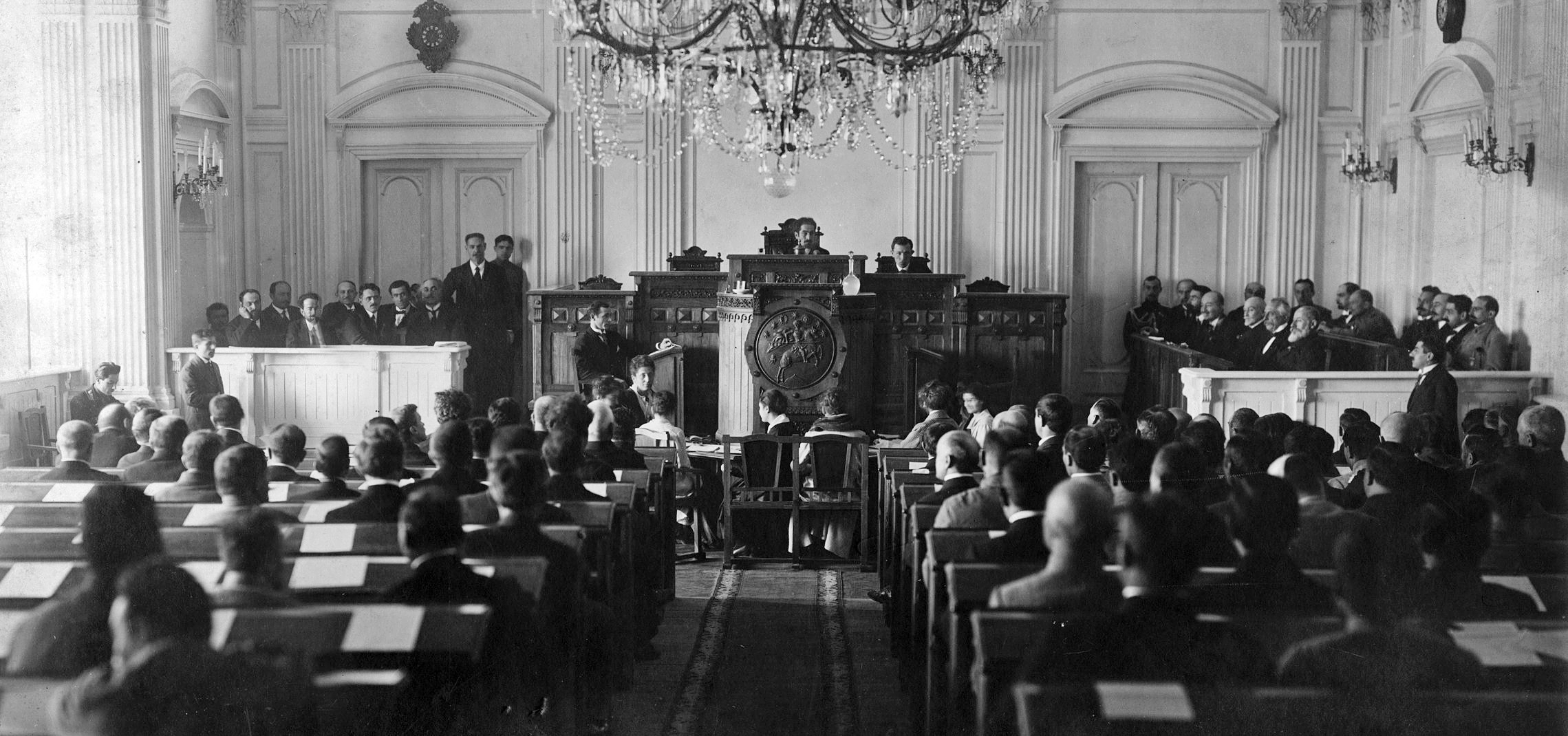
Declaração de Independência pelo Parlamento georgiano, em 1918

A Rússia entrou na Primeira Guerra Mundial contra a Alemanha em agosto de 1914. A guerra despertou pouco entusiasmo na população da Geórgia, que não via muito a ganhar com o conflito, embora 200 000 georgianos foram mobilizados para lutar no exército. Quando a Turquia entrou na guerra ao lado da Alemanha, em novembro, a Geórgia encontrou-se na linha da frente. A maioria dos políticos georgianos adotaram uma postura neutra, apesar do sentimento pró-alemão e a ideia de que a independência estava ao alcance começar a crescer entre a população.
Em 1917, como o esforço de guerra da Rússia entrou em colapso, a Revolução de Fevereiro eclodiu em São Petersburgo. O novo governo provisório estabeleceu uma sucursal para governar a Transcaucásia, chamada Ozakom (Comissão Extraordinária para Transcaucásia). Havia tensão em Tiblíssi desde que os soldados - principalmente russos - na cidade passaram a favorecer os bolcheviques, mas em 1917, os soldados começaram a desertar e voltar para o norte, deixando a Geórgia praticamente livre do exército russo e nas mãos dos mencheviques, que rejeitaram a Revolução de outubro - responsável por levar os bolcheviques ao poder na capital russa. A Transcaucásia foi deixada à própria sorte e, como o exército turco começou a invadir o outro lado da fronteira, em fevereiro de 1918, a questão da separação da Rússia foi trazido à tona.
Em 22 de abril de 1918, o parlamento da Transcaucásia votou pela independência, declarando-se a ser a República Democrática Federativa Transcaucasiana. Era para durar apenas um mês. A nova república era composta pela Geórgia, Armênia e Azerbaijão, cada um com suas histórias diferentes, culturas e aspirações. Os armênios estavam bem cientes do genocídio armênio na Turquia, e a defesa contra o exército invasor era primordial, enquanto os azeris muçulmanos eram simpáticos aos turcos. Os georgianos sentiram que seus interesses podiam ser melhor garantidos por chegar a um acordo com os alemães, em vez dos turcos. Em 26 de maio de 1918, a Geórgia declarou a sua independência e um novo estado nasceu, a República Democrática da Geórgia, que iria desfrutar de um breve período de liberdade antes da invasão dos bolcheviques em 1921.